# Marcel Granet
Marcel Granet, francoski sociolog, etnolog in sinolog, * 1884, † 1940.